# Kazka
Kazka – ukraiński zespół muzyczny założony w 2017 w Kijowie przez wokalistkę Oleksandrę Zaricką i gitarzystę Mykytę Budasza.

## Historia zespołu
Zadebiutowali na rynku fonograficznym singlem „Swiata”, który wydali 1 września 2017. Jesienią tego samego roku uczestniczyli w ósmej edycji programu The X Factor. Pomyślnie przeszli etap przesłuchań i dołączyli do grupy Andrija Danyłki. Odpadli w piątym odcinku na żywo, zajmując siódme miejsce.
Na początku 2018 dołączył do nich Dmitro Mazuriak grający na instrumentach dętych. W 2018 zakwalifikowali się z piosenką „Dywa” do udziału w ukraińskich eliminacjach do 63. Konkursu Piosenki Eurowizji. 10 lutego wystąpili w pierwszym półfinale selekcji i zajęli szóste miejsce, niezapewniające awansu do finału. 27 kwietnia pod szyldem wytwórni Mama Music wydali swój debiutancki album studyjny, zatytułowany Karma. Na płycie znalazły się m.in. wydane wcześniej single „Swiata” i „Dywa”, a także dwa nowe – „Sama” i „Plakala”, który dotarł na pierwsze miejsce list przebojów na Ukrainie i w Bułgarii.
W 2019 z piosenką „Apart” startowali w ukraińskich eliminacjach do 64. Konkursie Piosenki Eurowizji. 16 lutego pomyślnie przeszli przez półfinał i awansowali do finału rozgrywanego 23 lutego. Zajęli w nim trzecie miejsce, zdobywając łącznie 8 punktów, w tym 3 pkt od jury (4. miejsce) i 5 pkt od widzów (2. miejsce). Po rezygnacji Maruv z udziału w konkursie byli jednymi z wykonawców, którzy również odrzucili ofertę telewizji Perszyj kanał do reprezentowania kraju w Konkursie Piosenki Eurowizji.

## Dyskografia

### Albumy
- Karma (2018)
- Nirvana (2019)
- Svit (2021)

### Single
| Rok                                                       | Tytuł                     | Najwyższe pozycje na listach | Najwyższe pozycje na listach | Najwyższe pozycje na listach | Najwyższe pozycje na listach | Najwyższe pozycje na listach | Najwyższe pozycje na listach | Najwyższe pozycje na listach | Najwyższe pozycje na listach | Najwyższe pozycje na listach | Najwyższe pozycje na listach | Najwyższe pozycje na listach | Najwyższe pozycje na listach | Album                                        |
| Rok                                                       | Tytuł                     | UKR                          | BLR                          | BUL                          | EST                          | EUR                          | GRE                          | HUN Down.                    | MKD                          | ROM                          | WNP                          | WNP                          | WNP                          | Album                                        |
| Rok                                                       | Tytuł                     | AirPlay                      | BLR                          | BUL                          | EST                          | EUR                          | GRE                          | HUN Down.                    | MKD                          | ROM                          | Radio                        | YouTube                      | Radio & YouTube              | Album                                        |
| --------------------------------------------------------- | ------------------------- | ---------------------------- | ---------------------------- | ---------------------------- | ---------------------------- | ---------------------------- | ---------------------------- | ---------------------------- | ---------------------------- | ---------------------------- | ---------------------------- | ---------------------------- | ---------------------------- | -------------------------------------------- |
| 2017                                                      | „Swiata”                  | 5                            | –                            | –                            | –                            | 37                           | –                            | –                            | –                            | –                            | 183                          | –                            | 246                          | Karma                                        |
| 2017                                                      | „Dywa”                    | 5                            | –                            | –                            | –                            | 68                           | –                            | –                            | –                            | –                            | 197                          | –                            | 268                          | Karma                                        |
| 2018                                                      | „Sama”                    | –                            | –                            | –                            | –                            | –                            | –                            | –                            | –                            | –                            | –                            | –                            | –                            | Karma                                        |
| 2018                                                      | „Plakala”                 | 1                            | 3                            | 1                            | 28                           | 7                            | 2                            | 11                           | 4                            | 4                            | 1                            | 1                            | 1                            | Karma                                        |
| 2019                                                      | „Apart”                   | 10                           | –                            | –                            | –                            | –                            | –                            | –                            | –                            | –                            | 228                          | –                            | –                            | –                                            |
| 2019                                                      | „Pisn’ja Smilywykh Diwat” | 1                            | –                            | –                            | –                            | 83                           | –                            | –                            | –                            | –                            | 152                          | –                            | –                            | Nirvana                                      |
| 2020                                                      | „Poruch” (oraz Alekseev)  | 1                            | –                            | –                            | –                            | 83                           | –                            | –                            | –                            | –                            | 69                           | –                            | 655                          | –                                            |
| 2021                                                      | „M’jata”                  | 2                            | –                            | –                            | –                            | –                            | –                            | –                            | –                            | –                            | 148                          | –                            | –                            | –                                            |
| 2021                                                      | „Kras’jwa sertsem”        | –                            | –                            | –                            | –                            | –                            | –                            | –                            | –                            | –                            | –                            | –                            | –                            | Moja ul’jublena Straszko (ścieżka dźwiękowa) |
| „–” oznacza, że singiel nie był notowany na danej liście. |                           |                              |                              |                              |                              |                              |                              |                              |                              |                              |                              |                              |                              |                                              |

#### Inne notowane utwory
| Rok                                                       | Tytuł    | Najwyższa pozycja na liście | Album   |
| Rok                                                       | Tytuł    | UKR                         | Album   |
| --------------------------------------------------------- | -------- | --------------------------- | ------- |
| 2019                                                      | „Palała” | 2                           | Nirvana |
| „–” oznacza, że singiel nie był notowany na danej liście. |          |                             |         |